# J-ドッグ
J-ドッグ（英:J-Dog、本名：ジョレル・デッカー（Jorel Decker）、1984年5月1日 - ）は、アメリカ合衆国のミュージシャン、作曲家である。ラップコアバンド「ハリウッド・アンデッド」のメンバーである。

## 人物
カリフォルニア州ロサンゼルスで生まれた。母親はヒッピーであり、父親は元トラック運転手である。ドッグもトラック運転手としての経験があった。
ジョニー3ティアーズに出会い、その後デュース、チャーリー・シーンと友達になった。13歳の頃、母親とザ・フーのライブに観に行ったことが切っ掛けで音楽に興味持ち始めた。
2016年11月5日、ガールフレンドと結婚。
好きなバンドは、AC/DC、ミスフィッツ、レッド・ツェッペリン、スレイヤー等。SF映画が好き。
イタリア系アメリカ人であるため、右腕にイタリアの国旗のタトゥーと背中に天使を乗せた赤ちゃんを抱いている女性タトゥーが彫られている。